# Tangier (Virginie)
Pour les articles homonymes, voir Tangier.
Tangier est une ville située sur l'île de Tangier Island dans la baie de Chesapeake. Elle fait partie du comté d'Accomack, dans l'État de Virginie, aux États-Unis. La ville était habitée par 727 habitants lors du recensement de 2010. L'île a attiré l'attention des linguistes car ses habitants emploient un dialecte unique issu de l'ère élisabéthaine. On pense que le dialecte a très peu évolué depuis l'arrivée des premiers colons originaires des îles Britanniques.

## Histoire
Le premier explorateur reconnu de l'île fut John Smith of Jamestown. Il nomma Tangier et les îles proches Russel Isles en hommage au docteur présent sur son navire.

## Géographie
Tangier est située sur un ensemble d'îles dans une partie de la baie de Chesapeake appelée la Basse-Côte-Est. Elle est composée de nombreuses petites îles divisées par des marais et de petits courants de marée. Les îles sont reliées par des ponts en bois. L'île principale a trois artères, appelées Main Ridge, Canton, et West Ridge par les habitants. En raison de son éloignement du continent, Tangier est très isolée, ses voisins les plus proches étant d'autres îles comme l'île Smith dans le Maryland.

## Économie
L'économie locale est en partie axée sur la pêche aux crabes. Le crabe bleu est très présent et surtout très apprécié autour de la baie de Chesapeake et en particulier dans la région de la ville de Baltimore où il fait partie de la cuisine locale. Les pêcheurs vendent également des huîtres.
L'autre industrie importante pour l'île est le tourisme. Des bateaux arrivent quotidiennement sur l'île pour permettre aux touristes de visiter l'île et d'y acheter des produits locaux. Les installations hôtelières sont toutefois limitées ce qui limite le nombre de nuitées. On y trouve par contre des restaurants et différents magasins de souvenirs. Peu de voitures sont présentes sur l'île car les routes sont très petites et parce que les ponts en bois ne sont pas adaptés au poids de celles-ci. Les touristes s'y déplacent donc plutôt en voiturette de golf, à cyclomoteur ou à vélo.